# Aïn Sidi Chérif
Aïn Sidi Chérif (em árabe: عين سيدي شريف) é uma cidade e comuna localizada na província de Mostaganem, Argélia. De acordo com o censo de 2008, a população total da cidade era de 9 748 habitantes.